# Sitana fusca
Sitana fusca är en ödleart som beskrevs av  H. Hermann Schleich och Kästle 1998. Sitana fusca ingår i släktet Sitana och familjen agamer. Inga underarter finns listade i Catalogue of Life.
Arten förekommer i östra Nepal. Honor lägger ägg.